# سيد القمني
سيد القمني (13 مارس 1947 - 6 فبراير 2022)، هو كاتب علماني مصري (من مواليد 13 مارس 1947 بمدينة الواسطى في محافظة بني سويف) معظم أعماله الأكاديمية تناولت مرحلة حساسة في التاريخ الإسلامي. البعض يعتبره باحثاً في التاريخ الإسلامي من وجهة نظر ماركسية والبعض الآخر يعتبره صاحب أفكار اتسمت بالجرأة في تصديه للفكر الذي تؤمن به جماعات الإسلام السياسي، بينما يعتبر السيد القمني نفسه وعلى لسانه من على قناة الجزيرة الفضائية أنه إنسان يتبع فكر المعتزلة.
وصفه الكثيرون بأنه مرتد وبأنه مرتزق لدى المؤسسات المعادية للإسلام في الوطن العربي، وبوق من أبواق الولايات المتحدة لتشابه وجهة نظره مع نظرة الإدارة الأمريكية في ضرورة تغيير المناهج الدينية الإسلامية وخاصة في السعودية، إلا أنه قال أنه كان ينادي بهذا التغيير لعقود سبقت الدعوة الأمريكية الحديثة التي نشأت عقب أحداث 11 سبتمبر 2001.
حاول في كتبه مثل الحزب الهاشمي والدولة المحمدية وحروب دولة الرسول أن يظهر دور العامل السياسي في اتخاذ القرار الديني في التاريخ الإسلامي المبكر بينما يظهر في كتابه النبي إبراهيم تحليلات علمانية لقصص الأنبياء الأولين. أشهر مؤلفاته «رب هذا الزمان» (1997)، الذي صادره مجمع بحوث الأزهر حينها وأخضع كاتبه لاستجواب في نيابة أمن الدولة العليا، حول معاني «الارتداد» المتضمَّنة فيه.
تصاعدت لهجة مقالات القمني ضد الإسلام السياسي وكان أكثر هذه المقالات حدّة ذاك الذي كتبه على أثر تفجيرات طابا في أكتوبر 2004. وكان عنوانه: «إنها مصرنا يا كلاب جهنم!»، هاجم فيه شيوخ ومدنيي الإسلام السياسي، وكتب: «أم نحن ولاية ضمن أمة لها خليفة متنكّر في صورة القرضاوي أو في شكل هويدي تتدخل في شؤون كل دولة يعيش فيها مسلم بالكراهية والفساد والدمار، ويؤكد وجوده كسلطة لأمة خفية نحن ضمنها». بعد هذا المقال، ذكر القمني أنه تلقى العديد من التهديدات بالقتل، حتى تلقى تهديداً بالقتل باسم أبو جهاد القعقاع من حركة الجهاد المصري، في 17 يونيو 2005، أصدر تنظيم القاعدة في العراق رسالة تهديد له بالقتل، نشرت على موقع إنترنت. وعلى إثرها كتبَ القمني رسالة بعثها إلى وسائل الإعلام وإلى مجلته روز اليوسف، يعلن فيها عزمه على اعتزال الكتابة.

## بداية اهتمامه بالتاريخ الإسلامي
استناداً إلى مقابلة صحفية للقمني مع صحيفة ميدل إيست تايمز Middle East Times في 10 نوفمبر 2004 قال القمني إن بداية ولعه بالتعمق في التاريخ الإسلامي يعود إلى حرب 1967 وتهاوي حلم جمال عبد الناصر العروبي في بناء دولة حديثة فبدأ القمني -كما يقول- بالتساؤل، ماذا حدث؟ وقرر القمني وحسب تعبيره أن يكون جندياً من نوع آخر وأن يضع يده على جوهر وجذر المشكلة والتي لم تكن مشكلة إخفاق عسكري وحسب بل كانت حسب رأي القمني متأصلة في الإطار الفكري الإسلامي وليس في الإطار الفكري العروبي،[بحاجة لمصدر] وفي خطوته الأولى نحو هدفه أعلن رفضه لفكرة أن الموروث الثقافي العربي يبدأ من بدأ الرسالة الإسلامية بل إنه مجموعة من التراكمات الثقافية والحضارية لشعوب كانت في منطقة الشرق الأوسط قبل وبعد ظهور الإسلام وأنه من المستحيل لثقافة أو حضارة أن تتكون من نقطة ابتداء محددة معلومة وأن تفكير البعض أن الثقافة العربية بدأت مع بدأ الوحي أمر غير منطقي يجعل الإنسان يؤمن بإنه لم يكن هناك أي دور للحضارات والشعوب والديانات والعوامل السياسية التي سبقت الإسلام في الصياغة والإعداد لظهور الإسلام.
عبّر القمني عن هذا بقوله أنه «لا شيء إطلاقا يبدأ من فضاء دون قواعد مؤسسات ماضوية يقوم عليها ويتجادل معها، بل ويفرز منها حتى لو كان ديناً» والاعتقاد بأن كل فكرة سبقت الإسلام ليست متكاملة بل فيها الكثير من العيوب يجعل المرء حسب تعبير القمني متقوقعاً في إطار يعتقد أنه الأفضل والأكمل، ومثل هذا الفكر غير مستعد لنقد الذات أو التغيير أو الحوار وهذا بالتالي أدى حسب تحليل القمني إلى نشوء فكرة المخلص أو العالم أو البطل الذي له القدرة على فهم الغموض الإلهي والذي يدرك ويفهم في هذه الأمور أكثر من الإنسان البسيط وهذا بالتالي أدى إلى ترسخ فكرة المنقذ أو المخلص أو البطل في الثقافة الشرقية التي أدت بدورها إلى نشوء ترتيب طبقي في المجتمع لا علاقة له بالاقتصاد وأصبح الشعب مقسماً إلى قسم يقود وقسم يقاد وبهذا لم يكن هناك أي مجال للتغيير الاجتماعي لسعة الفجوة المصطنعة بين القائد والشعب، وحسب رأي القمني فإن هذه الظاهرة ليست حصراً على الإسلام أو عرب فقط بل الإنسان الشرقي على مدار التاريخ وشمل حسب ترتيب القمني أوزيريس إله البعث والحساب عند قدماء المصريين إلى اليهودية والمسيحية وحتى إلى عصرنا الحديث حيث وبنظر القمني اعتبر البعض صدام حسين بطلاً ومخلصاً ومنقذاً أثناء حرب الخليج الثانية وغزو العراق 2003.

## آراؤه حول القرآن
يرى سيد القمني أن هناك بعدين للقرآن، البعد الأول حقائق، تتعامل مع أحداث تأريخية حدثت في التاريخ الإسلامي مثل غزوة بدر وغزوة أحد وصراع اليهود مع المسلمين في يثرب وغيرها من الأحداث وهناك بالإضافة إلى هذا الجانب التأريخي جانب روحي وميثولوجي إسطوري لم يحدث بصورة عملية فيزيائية وإنما يمكن اعتباره رموزاً وليس حقائق تأريخية ويورد القمني كمثال على هذا البعد نزول الملائكة للقتال إلى جانب المسلمين في معركة بدر ضد قريش وحادثة الإسراء والمعراج التي لا بد أن تكون رموزا حسب اقتناع القمني وعليه فإن المسلم وحسب رأي القمني يجب أن يميز بين ما هو حقيقة تأريخية وبين ما هو مجرد رمز لكونها تتحدى قوانين المنطق والفيزياء ويوضح القمني فكرته بأن الاعتقاد بأن الملائكة نزلت بالفعل في غزوة بدر فيه إساءة غير مباشرة إلى الإسلام لكونها مناقضة لأفكار لحقائق أخرى ويورد القمني مثالا وهو لماذا يحتاج الرسول محمد أن يرسل أشخاصاً ليستطلعوا أمور قريش قبل أو بعد المعركة بل ما الداعي لأن يسأل الرسول محمد بن مسلمة لأن يقتل الشاعر اليهودي كعب بن الأشرف إذا كان الرسول محاطا في أغلب الأوقات بالملاك جبرائيل لماذا لم يرسل الملائكة لهذه المهمات بدلاً من أناس من البشر ولذلك وحسب السيد القمني يجب الفصل بين الحقيقة التاريخية والرموز وهذا الفصل هو الخطوة الرئيسية نحو فهم الإطار الفكري الإسلامي.[بحاجة لمصدر]
يرى القمني أن القرآن يجسد نصّا تاريخيّا ولا ضير من وضعه موضع مسائلة إصلاحية نقدية وإن هذا النقد الإصلاحي لا يمثل ردة أو استخفافا بالقرآن حسب رأيه بل هو يعتبره «اقتحاما جريئا وفذا لإنارة منطقة حرص من سبقوه على أن تظل معتمة وبداية لثورة ثقافية تستلهم وتطور التراث العقلاني في الثقافة العربية الإسلامية ليلائم الإسلام احتياجات الثورة القادمة». وللقمني نظرة في التاريخ يخالفه عليها الكثيرين وهو إن مهمة الباحث ليست تدقيق معلومة يعطيها لنا علماء وأن المعلومات سواء كانت خطأ أم صوابا فهي ذلك المعطى الجاهز لنا من أهل التاريخ فيجب إذن حسب القمني تحليل الحقيقة بنفس مستوى تحليل أسطورة إذا ما كانت الخرافة بنفس مستوى الحقيقة لدى البعض.[بحاجة لمصدر]

## آرائه حول تأسيس الإسلام
يعتبر كتاب الحزب الهاشمي وتأسيس الدولة الإسلامية وجهة نظر وتحليل القمني لجذور فكرة تأسيس الدولة الإسلامية، اعتبر البعض هذا الكتاب واحد من أهم الإصدارات العربية المعاصرة على الإطلاق بينما اعتبره البعض الآخر ضربات خفية وظاهرة للالإسلام وكعبة الإسلام ومحمد ودس السم في العسل. كان هذا الكتاب مخالفا لوجهة نظر المؤرخين القدامى عن تأريخ الإسلام فقد حلل القمني التأريخ الإسلامي على أساس كونها ظاهرة بشرية وليست كمسيرة دينية، تحركها إرادة الله (كلمة) دون تدخل من الماورائيات والفوق منطقيات. بل إن الإسلام يصبح أقرب إلى رسالة سياسية هدفها الأول في تكوين دولة الحزب الهاشمي (دولة بني هاشم)، هذه النظرية بالتحديد ستعارضها نظرية مشابهة تنحو أيضا لدراسة الإسلام كتاريخ ورسالة سياسية دون أي اعتبار ديني على يد خليل عبد الكريم لكن عبد الكريم يرى أن رسالة الإسلام السياسية كانت بناء دولة قريش.
يرى القمني إن العامل الاقتصادي والفكر القومي العروبي لعب دورا كبيرا في نشوء الإسلام وحسب القمني فإن عبد المطلب بن هاشم جد الرسول محمد تمتع بوعي سياسي وقومي رفيع وحاول زرع البذور الأولى نحو الوحدة القومية فدعى إلى إلغاء التماثيل والأصنام وغيرها من الوساطات والشفاعات وبدأ بغرس فكرة الحنيفية مستلهما أسسه من ديانة إبراهيم الذي يعده العرب أباً لهم. يرى القمني إن الرسول محمد أكمل ما بدأ به جده وقام الإسلام بالتخلص من أرستقراطية قريش واستقر أمر الدولة العربية الإسلامية الوليدة للبيت الهاشمي وتراجع نفوذ الأمويين من أبناء عمومتهم ليتأجج بعد ذلك الصراع التاريخي بينهما على أسس اقتصادية اجتماعية جديدة خاصة بعد اتساع الدولة بالفتوحات وانتشار الرسالة الجديدة وعندما سنحت الفرصة للحزب الأموي انقض على الهاشميين بضراوة واستولوا على الحكم، وساعتها تجلت مشاعرهم تجاه بني عمومتهم في المجازر الدموية التي راح ضحيتها كل من أيد البيت الهاشمي.
استنادا إلى كتاب الحزب الهاشمي فإن فكرة النبي المنتظر كانت وليدة التحولات التأريخية التي بدأها عبد المطلب، أما عن الكعبة فيرى القمني إنها بنيت على يد العرب وهذا مخالف للقناعة السائدة بأن الكعبة أقدم من العرب. من الفقرات التي أحدثت ضجة كبيرة هو تفسير القمني للآيات 6، 7، 8 من سورة الضحى والتي نصها «أَلَمْ يَجِدْكَ يَتِيمًا فَآوَى، وَوَجَدَكَ ضَالا فَهَدَى، وَوَجَدَكَ عَائِلا فَأَغْنَى» هذه الآيات حسب رأي القمني نزلت في فضل خديجة بنت خويلد على النبي محمد لأنها أغنته بمالها وهذا مناقض للتفاسير المعتمدة. شبّه البعض كتاب الحزب الهاشمي برواية آيات شيطانية للروائي سلمان رشدي مع فرق واحد حسب المقتنعين بهذه الفكرة وهو أن القمني لم يستخدم الألفاظ البذيئة التي استعملها رشدي بل إنه أساء للإسلام بهدوء وبمنتهى الأدب حسب تعبيرهم.
مثل هذه الدراسات التي تتناول التاريخ الإسلامي من منظور اقتصادي سياسي تاريخي وجدت أيضا في إطار أكاديمي منذ بدايات الأربعينيات في دراسات عبد العزيز الدوري لكن الدوري لم يقم بحذف المؤشرات التاريخية التي تشير إلى أن رسالة الإسلام الأساسية كانت دينية وليست سياسية بحتة.

## آراؤه حول تغيير المناهج الدينية
في حوار تلفزيوني على شاشة قناة الجزيرة الفضائية في برنامج الاتجاه المعاكس (تم بثه في 17 فبراير 2004) وفي حوار مع الباحث في الشؤون الإسلام كمال حبيب طرح القمني آرائه حول تغيير المناهج التعليمية الإسلامية تحت ضغوط الإدارة الأمريكية ويمكن تلخيص آرائه بالتالي :
- أنه طالب بالتغيير منذ عام 1996 أي قبل ضغوط الولايات المتحدة لتغيير المناهج التي أعقبت أحداث 11 سبتمبر 2001، (والثقافة الإسلامية التي تشجع العنف يجب أن تتغير، بالأميركان أو من دونهم لأنها تفرز الإرهاب).
- هناك نصوص معينة في المناهج السعودية من وحي الفكر الوهّابي تشجع على الإرهاب وتكفير الطوائف والمذاهب الإسلامية الأخرى ويورد القمني هذه الأمثلة: في منهج التوحيد المقرر على ثاني متوسط في السعودية صفحة 105 وأولى ثانوي صفحة 12 وثاني ثانوي صفة 37 نرى النص التالي «الفِرق المخالفة من جهمية ومعتزلة وأشاعرة وصوفية قلدوا من قبلهم من أئمة الضلال فضلّوا وانحرفوا وهي فرق ضالة»، ويوجد نص آخر في كتاب التوحيد ثالث ثانوي صفحة 126 نصه «الاحتفال بمناسبة المولد النبوي تشبُّه بالنصارى» وفي كتاب التوحيد ثالث ثانوي صفحة 41 يوجد النص التالي «محبة الله لها علامات منها العزة على المخالفين والكافرين وأن يظهروا لهم الغلظة والشدة».
- مستوى التعليم في المدارس العربية «في قاع بحر الظلمات» لأن طريقة التعليم هي الحفظ والتلقين وحتى العلوم الغربية يتم تدريسها بطريقة إسلامية.
- الإسلام كتاب مفتوح للكل وليس من حق أحد أن يعتبر منهجه الإسلامي صحيحا ويعتبر الآخرين على خطأ ولا خلاص إلا بأخذ المناهج الغربية في التفكير على كل المستويات بدون انتقاء.

## رسالة التهديد والاستقالة
إستنادا إلى تصريح صحفي لإبنة القمني، المهندسة سلوى القمني فإن سيد القمني تلقى تهديدات كثيرة بالقتل منذ تفجيرات طابا كان بعضها من تنظيم قاعدة الجهاد في بلاد الرافدين الذي كان يتزعمه أبو مصعب الزرقاوي عبر شبكة الإنترنت خاصة بعد مقال كتبه بعنوان «إنها مصرنا يا كلاب جهنم» ولكن القمني لم يأخذه بجدية حتى وصله التهديد الأخير من جماعة الجهاد والذي أخذه على محمل الجد .
كانت هناك شائعات حول أن قرار استقالة القمني كانت على أثر خلاف مع رئيس التحرير الجديد لمجلة روز اليوسف الذي اعتاد القمني على كتابة مقاله الأسبوعي فيها وإن رواية التهديد مشكوك فيها فقد كتب مصطفى سليمان مقالا في جريدة الأسبوع المصرية متهما القمني بخلق قصة التهديد وكتب حسب تعبيره «إن القمني أراد أن يلعب دور الشهيد وأراد أن يعيد الزمن مرة أخرى إلى الوراء،  فقد اتخذت الجماعة الإسلامية قرارها بوقف العنف منذ 7 سنوات وهو قرار إستراتيجي لا رجعة فيه». وشارك هذا الصحفي الرأي المفكر الإسلامي كمال حبيب وهو قيادي سابق في تنظيم الجهاد وأول من كتب في فكر المراجعات للجماعات الإسلامية الذي أضاف أن «إن تنظيم الجهاد المصري أوقف عملياته منذ عام 1995 وانضم إلى الجبهة العالمية لقتال اليهود والأمريكان وحتى العمليات التي تمت سابقا ضد مثقفين مصريين مثل الروائي الكبير نجيب محفوظ وفرج فودة لم تكن عمليات تنظيمية من قيادات الجهاد أو الجماعة الإسلامية وإنما كانت من شباب صغير متحمس» 
على أثر هذا التهديد كتب القمني في يونيو 2005 رسالة اعتزاله التي جاء فيها «تصورت خطأ في حساباتي للزمن أنه بإمكاني مصر مسلم أن أكتب ما يصل إليه، بحثي وأن أنشره على الناس، ثم تصورت خطأ مرة أخرى أن هذا البحث والجهد هو الصواب وأني أخدم به ديني ووطني فقمت أطرح ما أصل إليه على الناس متصورا أني على صواب وعلى حق فإذا بي على خطأ وباطل، ما ظننت أني سأتهم يوما في ديني، لأني لم أطرح بديلا لهذا الدين ولكن لله في خلقه شؤون»[بحاجة لمصدر].
في عام 2016 اشتعل الرأي العام في مصر على أثر إحالة النائب العام بلاغاً تقدم به المحامي خالد المصري ضد المفكر سيد القمني بتهمة «إزدراء الدين الإسلامي وسب الصحابة»، وجاء البلاغ على أثر ما سجله القمني خلال ندوة أقامتها منظمة أدهوك في العاصمة البلجيكية بروكسل، قدم فيها المفكر المصري مشاركة تضمنت حسب نص البلاغ سباً للذات الإلهية والنبي وصحابته وانطوت على عبارات ازدراء للإسلام.

## المؤيدون له
- أنيس منصور: ما أحوج الفكر المصري الراكد والفكر العربي الجامد إلى مثل قلمك وطبيعي أن يختلف الناس حولك فليكن! ولكنك قلت وأثرت وأثريت وفتحت النوافذ وأدخلت العواصف وأطلقت الصواعق
- سعد الدين إبراهيم، أستاذ بالجامعة الأمريكية في القاهرة، أحد دعاة حقوق الإنسان في مصر: القمني مفكر إسلامي كبير، مبدع مجتهد .

## المعارضون له
- المفكر الإسلامي كمال حبيب، قيادي سابق في تنظيم الجهاد المصري: إن ما ذكره القمني لا يعدو أن يكون "دجلاً ونصباً ومحاولة للتسول والارتزاق من بعض الجهات القبطية والعلمانية في مصر التي تقدم له الدعم.
- الكاتب المصري منصور أبو شافعي: حاول القمني مركسة الإسلام وتعمد الكذب ليتمكن من إرجاع مثلث الإسلام - الرسول - الرسالة إلى منابع جاهلية ويهودية.[17]
- الكاتب المصري إبراهيم عوض: يشكك أصلا في حصول القمني على درجة الدكتوراه وإنه زوَّر لنفسه شهادة الدكتوراه ليسبق اللقبُ اسْمَه، لم يركع لله ركعة ويجاهر بقصص ممارساته للزنا والفجور والمخدرات، لا يُجِيدُ إلا الكذب وترديد أقوال المستشرقين، ومع ذلك فإن الدولة أفردت له المجلات والصحف وتولى اليساريون الأشرارُ تلميعَه وتقديمَه كمثقف[بحاجة لمصدر].
- الكاتب الإسلامي أبو إسلام أحمد عبد الله: (الأنبا) هو لقب أحببت أن أمنحه من عندي، للكاتب سيد قمني، من باب إنزال الناس منازلهم، فالرجل للحق وإن كان منتسباً إلى كتبة ألوان الطيف السبعة، فهو شيعي حيناً ويساري أو اشتراكي حيناً آخر، وحداثي وعلماني وليبرالي حيناً ثالثاً، ثم كنيسة في آخر (موديل)، إذ أن نجمه لم يسطع بين عشرات المهتمين بخصومتهم لإجماع الإسلام والمسلمين، إلا بعد أن أصبح كاتباً متميزاً في صحيفة (وطني).[18][19]

### التشكيك في حصوله على الدكتوراه
شكّك البعض في حصول القمني على الدكتوراه أولهم جريدة المصريون الإلكترونية، فبحسب «دليل بير للحصول على الدرجات العلمية عن طريق التعليم عن بعد» صفحة 280، Bears' Guide to Earning Degrees by Distance Learning 2003, page 280 فإن جامعة كاليفورنيا الجنوبية التي يظهر اسمها على شهادة الدكتوراه الخاصة بالقمني هي جامعة وهمية أنشأها آل فاولر، الذين تم سجنهم في الولايات المتحدة الأمريكية عام 1987 لقيامهم ببيع الدرجات العلمية للراغبين. مما يعني أن القمني توقف تعليمه عند درجة الماجستير خلافاً لما أذيع.
هذا، وقد أنكر سيد القمني بأن الجامعة التي حصل عله الدكتوراه منها هي جامعة وهمية، حيث قال أنه حصل عليها من جامعة جنوب كالفورنيا وليس جامعة كالفورنيا الجنوبية الوهمية وذلك في مقال نشره على جريدة المصري اليوم، الأمر الذي يثير موجة من الاستغراب كون القمني ادعى أنه ناقش تلك الرسالة بالمراسلة وذلك في عصر ما قبل الإنترنت واحتياج الرسالة لشهرين لتصل إلى الولايات المتحدة وشهرين آخرين للرد عليها.

## الجوائز
فاز سيد القمني بجائزة الدولة المصرية التقديرية في العلوم الاجتماعية لعام 2009 التي تبلغ قيمتها مائتا ألف جنيه مصري، الأمر الذي أثار جدلاً حول إستحقاقه لهذه الجائزة ، فقام الداعية الإسلامي الشيخ يوسف البدري برفع دعوى قضائية، ضد كل من وزير الثقافة فاروق حسني وأمين عام المجلس الأعلى للثقافة علي أبو شادي وشيخ الأزهر، بسبب فوز سيد القمني والدكتور حسن حنفي بجائزة الدولة التقديرية لهذا العام، وهو ما اعتبره البدري إهدارا للمال العام لأنهما من وجهة نظره يسيئان إلى الذات الإلهية وإلى الإسلام.

## مؤلفاته
من مؤلفاته:
- أهل الدين والديمقراطية: صدر 2005
- الجماعات الإسلامية رؤية من الداخل: صدر 2004
- الإسلاميات: صدر 2001
- الإسرائيليات: صدر 2002
- إسرائيل، الثورة التاريخ التضليل: صدر 2000
- قصة الخلق: صدر 1999
- النبي موسى وآخر أيام تل العمارنة: صدر 1999
- حروب دولة الرسول: صدر 1996
- النبي إبراهيم والتاريخ المجهول: صدر 1996
- السؤال الآخر: صدر 1998
- صحوتنا لا بارك الله فيها : صدر 2007
- الحزب الهاشمي وتأسيس الدولة الإسلامية: صدر 1996
- الأسطورة والتراث: صدر 1999
- رب الزمان: كتاب وملف القضية: صدر 1996
- النسخ في الوحي: صدر 2000
- انتكاسة المسلمين إلى الوثنية: التشخيص قبل الإصلاح: صدر 2010
- الفاشيون والوطن: صدر 1999
- رب الثورة.. أوزويريس وعقيدة الخلود في مصر القديمة: صدر 1988
- شكرا بن لادن: صدر 2001[27]
- مدخل إلى فهم دور الميثولوجيا التوراتية[28]
- العرب قبل الإسلام
- الدولة الإسلامية والخراب العاجل: صدر عام 2007
- الدولة الإسلامية للخلف در: صدر عام 2007
- الحجاب وقمة الـ 17: صدر عام 2007

## وصلات خارجية
- المفكر سيد القمني يطالب بدعم البرادعي للهروب من بوليسية النظام وشبح الدولة الدينية